# 韋爾法諾縣 (科羅拉多州)
韋爾法諾县（英語：Huerfano County）是美国科羅拉多州南部的一個縣，面積4,126平方公里。根據2020年美國人口普查，共有人口6,820人。縣治沃爾森堡（Walsenburg）。該縣成立於1861年11月1日，是該州最早成立的十七個縣之一；縣名來自韦尔法诺河。